# Angelo Maria Ripellino
Angelo Maria Ripellino (4. prosince 1923, Palermo, Itálie – 21. dubna 1978, Řím, Itálie) byl italský slavista, básník, překladatel z češtiny a ruštiny a spisovatel. Hovořil česky.

## Život
Narodil se v Palermu, od dětství ale žil v Římě. Vystudoval slavistiku, byl znalcem polské, ruské a české literatury. Byl profesorem slavistiky v Římě. V roce 1947 se oženil s českou romanistkou Elisou Hlochovou (Ela Ripellino), která byla jeho spolupracovnicí při překladech české prózy a poesie do italštiny. Ripellino mnohokrát navštívil Prahu. Protože ostře odsoudil invazi sovětských vojsk v srpnu 1968, nemohl se do milované Prahy už nikdy vrátit. Zemřel v Římě v roce 1978.

## Dílo
Z češtiny překládal například: Halase, Holana, Horu, Koláře, Ortena, Seiferta, Wolkera a Zahradníčka.
Jeho první kniha Storia della poesia ceca contemporanea (Dějiny současné české poezie, česky 2019) vyšla v čtyřech stech číslovaných exemplářích v Římě v roce 1950. Charakterizuje ji provázanost literatury a výtvarného umění, která určuje ráz Ripellinova chápání a výkladu české kultury.
Zcela mimořádným dílem je jeho kniha esejů Praga magica (Magická Praha) 1973. Na knize pracoval 6 let. Byla přeložena do angličtiny, francouzštiny, němčiny, polštiny a nizozemštiny. Česky vyšla nejprve v nakladatelství Index v Kolíně nad Rýnem, 1978 a nakonec i v Praze (přeložili Alena Hartmanová a Bohumír Klípa, Odeon, 1992, ISBN 80-207-0383-7)